# Jørgen Rasmussen (football, 1937)
Pour les articles homonymes, voir Jørgen Rasmussen et Rasmussen.
Jørgen Rasmussen est un footballeur danois né le 19 février 1937 à Ringe. Il évoluait au poste d'attaquant.

## Biographie

### En club
Il joue entre 1960 et 1969 dans le club du B 1913 Odense, avec qui il remporte la Coupe du Danemark en 1963.

### En équipe nationale
International danois, il reçoit une unique sélection en équipe du Danemark le 6 septembre 1964 contre la Finlande. Il marque un but lors de cette confrontation,.
Il fait partie du groupe danois lors de l'Euro 1964, sans disputer de matchs lors de la compétition.

## Carrière
- 1960-1969 :  B 1913 Odense

## Palmarès
Avec le B 1913 Odense :
- Vainqueur de la Coupe du Danemark en 1963